# Italia alla II Universiade
L'Italia ha partecipato alla II Universiade, tenutasi a Sofia nel 1961, conquistando un totale di cinque medaglie.

## Medagliere per discipline
| Sport            | Oro | Argento | Bronzo | Totale |
| ---------------- | --- | ------- | ------ | ------ |
| Atletica leggera | 1   | 0       | 1      | 2      |
| Tennis           | 1   | 0       | 1      | 2      |
| Scherma          | 1   | 0       | 0      | 1      |
| Totale           | 3   | 0       | 2      | 5      |

### Dettaglio
| Sport            | Oro                                                | Argento | Bronzo                                              |
| ---------------- | -------------------------------------------------- | ------- | --------------------------------------------------- |
| Atletica leggera | Salvatore Morale (400 m hs)                        |         | Elio Catola (400 m hs)                              |
|                  |                                                    |         |                                                     |
| Tennis           | Maria Teresa Riedl Massimo Drisaldi (doppio misto) |         | Massimo Drisaldi Stefano Gaudenzi (doppio maschile) |
|                  |                                                    |         |                                                     |
| Scherma          | Squadra spada maschile                             |         |                                                     |